# Sobralia valida
Sobralia valida är en orkidéart som beskrevs av Robert Allen Rolfe. Sobralia valida ingår i släktet Sobralia och familjen orkidéer. Inga underarter finns listade i Catalogue of Life.